# جيمس هارت
جيمس هارت (بالإنجليزية: James Hart) (و. 1991  م) هو لاعب اتحاد الرغبي، من جمهورية أيرلندا، ولد في دبلن، يلعب كسكروم وسط ‏، ورامي متوسط ‏.